# Sonia Gonzalez
Pour les articles homonymes, voir González.
Sonia Gonzalez est une réalisatrice de documentaires. Elle s'intéresse à l'histoire des mouvements féministes.

## Biographie
En 2013, Sonia Gonzalez réalise le court-métrage Desperately Seeking Stagg Girls. Une parisienne nouvellement installée à Brooklyn est intriguée par un graffiti signé Stagg Girls. Elle part à leur recherche.
En 2014, elle réalise Riot grrrl, quand les filles ont pris le pouvoir. Il s'agit d'un documentaire sur les mouvements alternatifs et féministes des années 1980. Sonia Gonzalez retrace l'épopée du rock féministe américain des années 1980 à partir d'archives et d'interviews qu'elle mène. Elle interroge Kathleen Hanna et Allison Wolfe. Les rockeuses chantent et dénoncent les violences faites aux femmes. Dans les années 1990, elles rédigent le manifeste Riot Grrrl. Leur révolte inspirent de nombreuses femmes à travers le monde.
En 2015, Sonia Gonzalez réalise pour ARTE Creative une série documentaire sur la place des femmes dans l'univers des jeux vidéo, Les Filles aux Manettes.
En 2021, elle réalise Des Femmes face aux missiles. Ce documentaire retrace l'histoire du camp pour la paix de Greenham Common, à partir d'images d'archives et d'interviews des protagonistes. En 1981, pour s'opposer à l'installation de missiles nucléaires américains sur le sol britannique, des femmes avec leurs enfants montent un camp. Il est démantelé en 2000.

## Documentaires
- Desperately Seeking Stagg Girls, 18 min, 2013
- Riot grrrl, quand les filles ont pris le pouvoir, 52 min, produit par Point du Jour, 2015
- Comment je me suis réconciliée...ma vie bordelaise, 52 min, produit par Les films du Balibari, 2017
- Les rois de la parodie, miroirs de leur époque, 121 min, France 3, 2018
- Des Femmes face aux missiles, 58 min, produit par Tangerine Productions, 2022

## Distinctions
- prix Terre(s) d'histoire, pour Des femmes face aux missiles, Figra, Douai, 2022[6]